# Sweet (高橋美佳子のアルバム)
『sweet（スウィート）』は、声優・高橋美佳子の2枚目のオリジナルアルバム。2008年1月30日にパープルヒルズレコードより発売（AKCJ-81016）、販売元はエイベックス・マーケティング・コミュニケーションズ。

## 概要
- 高橋美佳子にとっておよそ7年4ヶ月ぶりとなる個人名義のオリジナルアルバムで、高橋自身が3年間書き溜めた曲を集めてCD化した[1]。
- 高橋美佳子がオール・セルフプロデュースしたアルバムであり、収録全楽曲の作詞および作曲を高橋自身が手掛けている（なお、作曲に関してはmikako名義）。また、編曲全てを藤岡央が手掛けた。

## 収録内容
1. 空を飛べ （4分27秒）
2. Love mail &heart （3分06秒）
3. マニキュア （2分49秒）
4. 好きな人 （4分27秒）
5. 走れ （3分37秒）
6. ショートカット （3分24秒）
7. 星の王子様 （3分35秒）
8. PINK （3分20秒）
9. 制服 （4分25秒）
10. 恋風嵐 （3分53秒）
11. sweet -SECRET TRACK- （4分32秒）

※ 全楽曲、作詞・作曲：高橋美佳子（mikako）、編曲：藤岡央